# 건강고려정책
건강고려정책 또는 모든 정책의 건강 (Health in All Policies)은 모든 정책에서 건강이 하나의 기준이 되고 정책의 고려사항이 되어야 한다는 개념을 의미한다.

## 같이 보기
- 예방의학
- 의료제도
- 공중 보건